# Jackie Taffanel
Pour les articles homonymes, voir Taffanel.
Jackie Taffanel est une chorégraphe française d'origine espagnole, née à Rabat le 11 juillet 1950. Elle vit à Montpellier.
Elle étudie auprès de Karin Waehner, Ingrid Metzig, Myriam Berns, Jacques Patarozzi. En 1982, Solo-un et Duo sont présentés à Montpellier et Avignon avec Denis Taffanel, son « compagnon de route ». En 1983, Neuf Portes est primé au Concours chorégraphique international de Bagnolet.
Elle est accueillie par les fondations Gugghenheim de Bilbao, Miró de Barcelone, Ludwig d'Aix-la-Chapelle dont elle est lauréate pour le prix de l'innovation artistique, invitée en Inde par le Goethe-Institut, à l'American Dance Festival, au Festival des Arts de Séoul et de Djakarta, à Montréal, elle fonde le Groupe Incliné - Compagnie Taffanel et bénéficie d'un studio à Montpellier.
La compagnie est en résidence à Strasbourg, Le Mans, Poitiers et la région Poitou-Charentes, Perpignan pendant quelques années. Elle développe actuellement dans la Région Languedoc-Roussillon un travail qualitatif proche des publics à partir de son Atelier de Montpellier-Agglomération où elle crée et enseigne par l'expérience artistique et sensible du corps en mouvement. Sa recherche très approfondie sur les sensations se creuse à partir de la perception, et de la tactitilé. La part haptique des danseurs dans les pièces est intimement tissée dans l'écriture chorégraphique. Son intérêt pour l'énonciation et ses résonances dans le mouvement donne corps à des soli mettant en jeu des textes poétiques dits et dansés par Denis Taffanel qui les met à proximité des publics dans les médiathèques les maisons de la poésies, les festivals de poésie... C'est une musicalité tactile qui crèe l'espace poétique chorégraphique.
La compagnie termine sa résidence en Nord Catalogne en 2006, où elle a créé, à Perpignan, Les Ghouls, Idioms (duo bilingue), Allez !!!, Elektro Korpus. Chaque pièce a son propre chant intérieur investi radicalement par les interprètes. C'est dans un rapport dialogique avec eux que les scénarios-sensations révèlent les traces à suspendre dans des espaces où les qualités investies émanent et se reconnaissent. S’il y a une préparation à cette recherche-là, c'est de développer une porosité et une plasticité qui permet à la trame chorégraphique d'apparaître. Au-delà du désir de s'impliquer, c'est la résonance corporelle de la qualité recherchée qui spécifie le mouvement. Des musiciens, vidéastes, artistes associés à la radicalité du propos de chaque pièce contribuent au questionnement de la création.Très sollicitée pour la formation des danseurs et des enseignants elle aborde la transmission par une approche heuristique.
En 2008, elle rejoint le projet des « Princesses », projet chorégraphique conçu par Odile Azagury pour la Scène nationale de Poitiers et crée Poignées d’anges pour l’abbaye de Saint-Savin-sur-Gartempe (patrimoine mondial de l'UNESCO) ; avec une évolution de ce projet en 2009 : Délier…. En Languedoc-Roussillon un projet de territoire avec le département de l’Aude se développe en 2008 et 2009 avec les œuvres de la chorégraphe en circulation sur le territoire.
En 2010, création de La Vibration des métamorphoses, projet Euro-région mêlant danseurs de la compagnie et amateurs, les étudiants de l’Université de Toulouse-Le Mirail et de L’école d’art et de design de Barcelone (À même la peau en 2010, avec Barbara Blanchet, Cécilia Ribault, Denis Taffanel, Pierre-Michaël Faure, David Olivari). En 2011 Tact !, s'inscrit dans le projet régional de lycéens Tour. En 2013, invitée à Moncton (Canada) elle crèe une pièce pour 4 danseurs canadiens.En Juillet 2014 création de" Banquet tactile" pour 5 interprètes pour les nuits de sel d'Aigues Mortes.
Le Projet de "Proche en proches", est un concept d’accueil de projets transdisciplinaires dans l’atelier de Castelnau – Agglo de Montpellier. Elle poursuit un tissage dynamique sur les territoires de Languedoc-Roussillon (lycée Lurçat de Perpignan, collèges de l’Hérault et publics d’amateurs, universités, en lien avec les publics pour que le spectacle vivant soit source de questionnements et d'expérimentations dans le souci d’une éthique sociale et du développement citoyen de chacun d’entre nous).
La compagnie met "la fabrication" à proximité des publics : les danseurs sont très impliqués dans ces rencontres qualitatives, leur métier d'interprètes croise l'expérience sensible des différents publics. Les films Regards croisés et Le Mouvement de l'œil réalisés en résidence reflètent ces liens dynamiques et situent la compagnie créant "en résidence."